# Martín Toriano
Martín Toriano (ca. 1760 - 30 de agosto de 1832) fue un cacique indígena pehuenche con importante participación en la historia de Chile y la Argentina entre 1820 y 1830.
Nacido en torno al año 1760, se destacó como salteador de caminos, hasta que la importancia de la gente que estaba bajo su mando le permitió ser reconocido como cacique. En 1818 se unió a la Guerra a Muerte en el bando Ejército realista en América a órdenes del cacique Curriqueo, luego de Venancio Benavídez y por último de Neculmán. A órdenes de los últimos españoles realistas atacó y venció a los pehuenches patriotas en Chillán.
En el año 1822, el cacique Melipán se decidió por el bando patriota y atacó al desprevenido Toriano, causándole la muerte de más de doscientos lanceros. Toriano huyó hacia la Pampa, y fue perseguido por Melipán hasta la laguna de Melincué. El 20 de diciembre de 1825, Toriano participó en el gran parlamento con los gobiernos provinciales, reunido a orillas de la Laguna del Guanaco, en el que se proyectó un tratado de paz. En abril del año siguiente, en el arroyo Pecuén, se firmó el tratado, pero Toriano estaba ausente; se le envió un chasqui, para informarle que según el tratado, era su responsabilidad traer las cabezas de los hermanos Pincheira, que resultó que era su mejor aliado: entre los dos podían reunir más de mil hombres de lanza. Y que, entre los dos, habían cortado todos los caminos hacia Chile.
No está clara su actitud en los años siguientes, hasta que en 1830 viajó a Buenos Aires a parlamentar con el gobernador Juan Manuel de Rosas. El cacique borogano Mariano Rondeau atacó a Toriano, pero en el mismo momento sus tolderías fueron encontradas por el comandante Miranda sin ninguna custodia y secuestrada la casi totalidad de la "chusma", es decir sus mujeres e hijos. En abril de 1830, Toriano dio asilo al cacique general Chocorí, que había sido atacado por el coronel porteño Narciso del Valle. Lo convenció de retirarse hacia la Cordillera de los Andes y después se puso públicamente a órdenes del gobernador Rosas.
En 1831 firmó un tratado de paz con el gobernador de Bahía Blanca, coronel Martiniano Rodríguez, pese a lo cual fue varias veces acusado de lanzar malones contra las estancias de la provincia de Buenos Aires. Al año siguiente firmó un nuevo tratado con los representantes de Rosas, y su importancia relativa era tal, que la suya fue la primera de las firmas del tratado. No obstante, Toriano organizó un gran malón de casi dos mil hombres de lanza. Mientras estaban recorriendo Azul y Tapalqué fueron alcanzados de noche por el coronel Rodríguez, que había salido con ciento sesenta y cuatro hombres, en su gran mayoría a pie, a capturar caballos donde los encontrase. Éste se lanzó sobre los hombres de Toriano, los venció causándoles más de cien muertos y al resto –unos mil indios de lanza, incluido el cacique– los llevaron prisioneros. Los boroganos pidieron que se lo entregaran, debido a que tenían muchos conflictos con él desde hacía tiempo, pero cuando estaban por hacerlo llegó la orden escrita de fusilarlo, firmada por el gobernador Rosas.
Fue fusilado por el coronel Rodríguez a fines de agosto de 1832. Mientras tanto, Rosas continuaba enfrentando a las parcialidades indígenas unas contra otras: ordenó a los boroganos que terminaran con el resto de los indígenas de Toriano, pero menos de dos años más tarde hizo que los huilliches de Calfucurá masacrasen a los boroganos –aunque quizá no dio la orden, pero es seguro que lo autorizó.